# NGC 2477

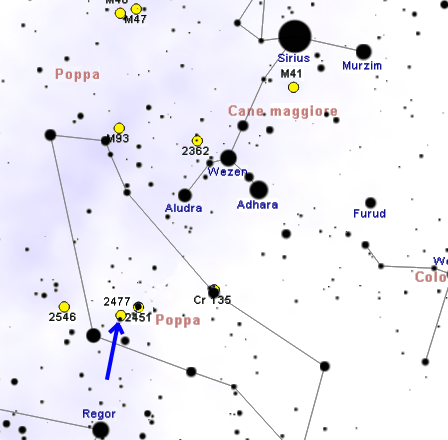

NGC 2477 Es un cúmulo abierto en la constelación de Puppis, descubierto por Nicolas-Louis de Lacaille en 1751. Contiene alrededor de 300 estrellas y con una edad aproximada de 700 millones de años.

## Apariencia visual
Es un cúmulo abierto. A este cúmulo también se le puede considerar "uno de los mejores cúmulos estelares del cielo" . Su apariencia visual es similar a un cúmulo globular resuelto, sin la característica concentración central de un cúmulo globular. Burnham apunta que muchos observadores han destacado su riqueza, siendo de menor dimensión que M46 (también en Puppis) es más rico y compacto.
Con un telescopio de 6 cm de diámetro no puede resolverse y se muestra neblinoso con una concentración central. Utilizando un telescopio de 15 cm de diámetro tiene apariencia de un cúmulo globular apenas resuelto, mostrando al menos 100 estrellas de magnitud 10,5 o más débiles a 75X. A través de un telescopio de 25 cm presenta forma oval, alcanzando unas dimensiones de 30' x 20'. Con aperturas de 30 cm se muestra muy rico con muchísimas estrellas. La parte central del cúmulo tiene unas dimensiones de 15', conteniendo al menos 250 estrellas y extendiéndose más allá de 25'.

## Distancia a nuestro planeta, laTierra
Se estima que dista 3600 años luz, variando este valor de acuerdo a la fuente entre 700 parsecs (2 300 años-luz) a 1.900 parsecs (6 200 años-luz).